# ۱۷۴ (میلادی)
۱۷۴ (میلادی) صد و هفتاد و چهارمین سال تقویم میلادی است.

## درگذشتگان
‎